# Britton Mandilimana
Pour les articles homonymes, voir Britton.
Jean Britton Mandilimana connu sous le nom de Britton est un footballeur malgache qui joue au poste d'attaquant et évolue actuellement au Fc Parfin de Saint-André.

## Palmarès
- Champion de la Réunion en 2013 avec l'US Sainte-Marienne.
- Vainqueur de la Coupe de la Réunion en 2010 avec l'US Sainte-Marienne.
- Vainqueur de la Coupe régionale de France en 2013 avec l'US Sainte-Marienne.
- Médaille d'argent aux jeux des îles 2007 à Madagascar
- Deuxième meilleur buteur championnat de la Réunion en 2007
- Meilleur buteur du championnat de la Réunion en 2009.